# Terreur à bord
Terreur à bord (titre original : The French Atlantic Affair) est une mini-série américaine réalisée par Douglas Heyes, d'après le roman d'Ernest Lehman, diffusée en 1979.

## Synopsis
À la tête d'un groupe de terroristes, le Père Craig Dunleavy prend en otage un paquebot de croisière dans la partie française de l'Océan Atlantique et exige une rançon de 70 millions de dollars...

## Fiche technique
- Titre original : The French Atlantic affaire
- Titre français : Terreur à bord
- Réalisation : Douglas Heyes
- Scénario : Douglas Heyes D'après le roman d'Ernest Lehman
- Musique : John Addison
- Directeur de la photographie : Ralph Woolsey
- Montage : Jamie Caylor et Tom Stevens
- Distribution : Lynn Stalmaster
- Création des décors : Serge Krizman
- Producteur : Robert Mintz
- Producteur superviseur : E. Duke Vincent
- Producteurs exécutifs : Douglas S. Cramer et Aaron Spelling
- Compagnies de production : Aaron Spelling Production / MGM Television
- Compagnie de distribution : ABC
- Genre : Drame, Aventure
- Langue : Anglais Mono
- Pays :  États-Unis
- Durée : 120 minutes (version américaine), 278 minutes (version allemande), 160 + 110 minutes (version française, FR3 les 27 et 28 juillet 1992)
- Ratio : 1.33:1 plein écran
- Négatif : 35 mm
- Date de diffusion : 15 novembre 1979 (États-Unis)

## Distribution
- Telly Savalas (VF : Claude Bertrand) : Père Craig Dunleavy
- Donald Pleasence (VF : Philippe Dumat) : Max Dechambre
- Shelley Winters (VF : Paule Emanuele) : Helen Wabash
- Jean-Pierre Aumont (VF : Lui-même) : le chef Jean-Claude Raffin
- Chad Everett (VF : André Oumansky) : Harold Columbine
- Horst Buchholz (VF : Claude Giraud) : Dr Chabot
- Richard Anderson (VF : Gabriel Cattand) : Terrence Crown
- Richard Jordan (VF : Jean-Claude Michel) : Julian Wunderlicht
- James Coco (VF : Jacques Ferriere) : Georges Sauvinage
- Bill Lucking (VF : Sady Rebbot) : Don Crawford
- Louis Jourdan (VF : Hubert Noël) : le capitaine Charles Girodt
- Stella Stevens (VF : Michèle Bardollet) : Louise Crawford
- John Rubinstein (VF : Philippe Ogouz) : Herb Kleinfeld
- Lance Legault (VF : Jacques Ebner) : Lester Fowles
- Marie-France Pisier (VF : Elle-même) : Lisa Briand

## Commentaire
Bien que Harold Columbine soit le héros principal, cette production télévisée se focalise davantage sur les problèmes et aventures sentimentales des passagers que sur la prise d'otages elle-même.

## À noter
Shelley Winters et Telly Savalas ont déjà connu des mésaventures se passant à bord d'un bateau : Elle dans L'Aventure du Poséidon et lui dans la suite, Le Dernier Secret du Poseidon, sortie la même année que la mini-série.